# Vinschgaubahn
| Ein Stadler GTW im Endbahnhof Mals |                      |                                                         |                                                         |
| |                      |                                                         |                                                         |
| Kursbuchstrecke (IT): | 418                  |                                                         |                                                         |
| Streckenlänge: | 60,078 km            |                                                         |                                                         |
| Spurweite: | 1435 mm (Normalspur) |                                                         |                                                         |
| Maximale Neigung: | 29 ‰                 |                                                         |                                                         |
| Minimaler Radius: | 200 m                |                                                         |                                                         |
| Streckengeschwindigkeit: | 100 km/h             |                                                         |                                                         |
| |                      |                                                         |                                                         |
| \| \| \| von Bozen \| \| \| \| 31,482 \| Meran/Merano \| 302 m s.l.m. \| \| \| 33,010 \| Algund/Lagundo \| 324 m s.l.m. \| \| \| 33,432 \| SS 38 (MeBo) \| SS 38 (MeBo) \| \| \| 33,460 \| Etsch (38,6 m) \| Etsch (38,6 m) \| \| \| 35,040 \| Marling/Marlengo \| 369 m s.l.m. \| \| \| 35,792 \| Kehrtunnel Marling/Galleria elicoidale Marlengo (598 m) \| Kehrtunnel Marling/Galleria elicoidale Marlengo (598 m) \| \| \| 39,008 \| Josefsbergtunnel/Galleria Monte Giuseppe (579 m) \| Josefsbergtunnel/Galleria Monte Giuseppe (579 m) \| \| \| 39,650 \| Galerie/Paravalanga (80 m) \| Galerie/Paravalanga (80 m) \| \| \| 40,087 \| Tölltunnel/Galleria Tel (684 m) \| Tölltunnel/Galleria Tel (684 m) \| \| \| 41,365 \| Töll Brücke/Tel Ponte (bis Dez. 2012) \| 509 m s.l.m. \| \| \| 41,894 \| Töll/Tel \| 509 m s.l.m. \| \| \| 42,120 \| Abstellgleis Töll \| Abstellgleis Töll \| \| \| 43,124 \| Rabland/Rablà \| Rabland/Rablà \| \| \| 45,490 \| Plaus \| Plaus \| \| \| 48,747 \| Naturns/Naturno \| 533 m s.l.m. \| \| \| 51,266 \| Staben/Stava (ehem. Schnalstal/Senales) \| 553 m s.l.m. \| \| \| 51,771 \| Staben/Stava (bis Okt. 2019) \| 553 m s.l.m. \| \| \| 54,020 \| Tschars/Ciardes \| Tschars/Ciardes \| \| \| 57,599 \| Kastelbell/Castelbello \| 586 m s.l.m. \| \| \| 60,724 \| Latsch/Laces \| 632 m s.l.m. \| \| \| 63,811 \| Goldrain-Martell/Coldrano-Martello \| 661 m s.l.m. \| \| \| 68,560 \| Göflaner Brücke/Ponte Govelano (104 m) \| Göflaner Brücke/Ponte Govelano (104 m) \| \| \| \| \| \| \| \| 68,867 \| künstl. Tunnel GEOS/Galleria artificiale GEOS (142 m) \| künstl. Tunnel GEOS/Galleria artificiale GEOS (142 m) \| \| \| \| \| \| \| \| 69,250 \| Schlanders/Silandro \| 744 m s.l.m. \| \| \| 76,424 \| Laas/Lasa Laaser Marmorbahn \| 866 m s.l.m. \| \| \| \| ehem. gepl. Ortlerbahn \| \| \| \| 80,470 \| Eyrs/Oris \| 875 m s.l.m. \| \| \| 83,323 \| Spondinig-Prad-Stilfs/Spondigna-Prato-Stelvio \| 885 m s.l.m. \| \| \| 87,603 \| Schluderns-Glurns/Sluderno-Glorenza \| 919 m s.l.m. \| \| \| \| ehem. gepl. Ortlerbahn \| \| \| \| \| Abstellgleis Tartsch \| \| \| \| 91,304 \| Mals/Malles Venosta \| 997 m s.l.m. \| \| \| 91,558 \| Mals Streckenende \| 997 m s.l.m. \| \| \| \| ehem. gepl. Ofenbergbahn (zur Engadinerbahn) \| \| \| \| \| ehem. gepl. Reschenscheideckbahn (zur Arlbergbahn) \| \| |                      |                                                         |                                                         |
| Strecke |                      | von Bozen                                               | von Bozen                                               |
| Bahnhof | 31,482               | Meran/Merano                                            | 302 m s.l.m.                                            |
| Haltepunkt / Haltestelle | 33,010               | Algund/Lagundo                                          | 324 m s.l.m.                                            |
| Brücke | 33,432               | SS 38 (MeBo)                                            | SS 38 (MeBo)                                            |
| Brücke über Wasserlauf | 33,460               | Etsch (38,6 m)                                          | Etsch (38,6 m)                                          |
| Bahnhof | 35,040               | Marling/Marlengo                                        | 369 m s.l.m.                                            |
| Tunnel | 35,792               | Kehrtunnel Marling/Galleria elicoidale Marlengo (598 m) | Kehrtunnel Marling/Galleria elicoidale Marlengo (598 m) |
| Tunnel | 39,008               | Josefsbergtunnel/Galleria Monte Giuseppe (579 m)        | Josefsbergtunnel/Galleria Monte Giuseppe (579 m)        |
| Tunnel | 39,650               | Galerie/Paravalanga (80 m)                              | Galerie/Paravalanga (80 m)                              |
| Tunnel | 40,087               | Tölltunnel/Galleria Tel (684 m)                         | Tölltunnel/Galleria Tel (684 m)                         |
| ehemaliger Haltepunkt / Haltestelle | 41,365               | Töll Brücke/Tel Ponte (bis Dez. 2012)                   | 509 m s.l.m.                                            |
| Bahnhof | 41,894               | Töll/Tel                                                | 509 m s.l.m.                                            |
| Abzweig geradeaus und nach links | 42,120               | Abstellgleis Töll                                       | Abstellgleis Töll                                       |
| Haltepunkt / Haltestelle | 43,124               | Rabland/Rablà                                           | Rabland/Rablà                                           |
| Haltepunkt / Haltestelle | 45,490               | Plaus                                                   | Plaus                                                   |
| Haltepunkt / Haltestelle | 48,747               | Naturns/Naturno                                         | 533 m s.l.m.                                            |
| Bahnhof | 51,266               | Staben/Stava (ehem. Schnalstal/Senales)                 | 553 m s.l.m.                                            |
| ehemaliger Haltepunkt / Haltestelle | 51,771               | Staben/Stava (bis Okt. 2019)                            | 553 m s.l.m.                                            |
| Haltepunkt / Haltestelle | 54,020               | Tschars/Ciardes                                         | Tschars/Ciardes                                         |
| Haltepunkt / Haltestelle | 57,599               | Kastelbell/Castelbello                                  | 586 m s.l.m.                                            |
| Bahnhof | 60,724               | Latsch/Laces                                            | 632 m s.l.m.                                            |
| Haltepunkt / Haltestelle | 63,811               | Goldrain-Martell/Coldrano-Martello                      | 661 m s.l.m.                                            |
| Brücke über Wasserlauf | 68,560               | Göflaner Brücke/Ponte Govelano (104 m)                  | Göflaner Brücke/Ponte Govelano (104 m)                  |
| |                      |                                                         |                                                         |
| Tunnel | 68,867               | künstl. Tunnel GEOS/Galleria artificiale GEOS (142 m)   | künstl. Tunnel GEOS/Galleria artificiale GEOS (142 m)   |
| |                      |                                                         |                                                         |
| Bahnhof | 69,250               | Schlanders/Silandro                                     | 744 m s.l.m.                                            |
| Bahnhof | 76,424               | Laas/Lasa Laaser Marmorbahn                             | 866 m s.l.m.                                            |
| Abzweig geradeaus und ehemals nach links |                      | ehem. gepl. Ortlerbahn                                  | ehem. gepl. Ortlerbahn                                  |
| Haltepunkt / Haltestelle | 80,470               | Eyrs/Oris                                               | 875 m s.l.m.                                            |
| Bahnhof | 83,323               | Spondinig-Prad-Stilfs/Spondigna-Prato-Stelvio           | 885 m s.l.m.                                            |
| Haltepunkt / Haltestelle | 87,603               | Schluderns-Glurns/Sluderno-Glorenza                     | 919 m s.l.m.                                            |
| Abzweig geradeaus und ehemals von links |                      | ehem. gepl. Ortlerbahn                                  | ehem. gepl. Ortlerbahn                                  |
| Abzweig geradeaus und von rechts |                      | Abstellgleis Tartsch                                    | Abstellgleis Tartsch                                    |
| Bahnhof | 91,304               | Mals/Malles Venosta                                     | 997 m s.l.m.                                            |
| | 91,558               | Mals Streckenende                                       | 997 m s.l.m.                                            |
| |                      | ehem. gepl. Ofenbergbahn (zur Engadinerbahn)            |                                                         |
| |                      | ehem. gepl. Reschenscheideckbahn (zur Arlbergbahn)      |                                                         |

Die Vinschgaubahn (auch Vinschger Bahn, italienisch Ferrovia della Val Venosta) ist eine eingleisige Nebenbahn in Südtirol (Italien), die rund 60 Kilometer lang ist und am 1. Juli 1906 eröffnet wurde. Sie verläuft durch den Vinschgau entlang der Etsch von Meran nach Mals. Sie wurde ursprünglich vom privaten Eisenbahnunternehmen Actiengesellschaft „Vinschgaubahn“ erbaut und betrieben. Geplant war sie zunächst als Teil einer Alpentransversale über den Reschenpass, deren nördliche Teilstücke jedoch nie vervollständigt wurden. Nach dem Ersten Weltkrieg übernahmen die italienischen Staatsbahnen die Strecke. Nach ihrer Schließung im Jahre 1990 und ihrer Wiedereröffnung 2005 wird sie zurzeit von der SAD Nahverkehr als Eisenbahnverkehrsunternehmen und von den Südtiroler Transportstrukturen (STA) als Eisenbahninfrastrukturunternehmen betrieben, die 2023 mit der Elektrifizierung der Strecke begannen.

## Geschichte

### Streckenplanung, Errichtung und Inbetriebnahme

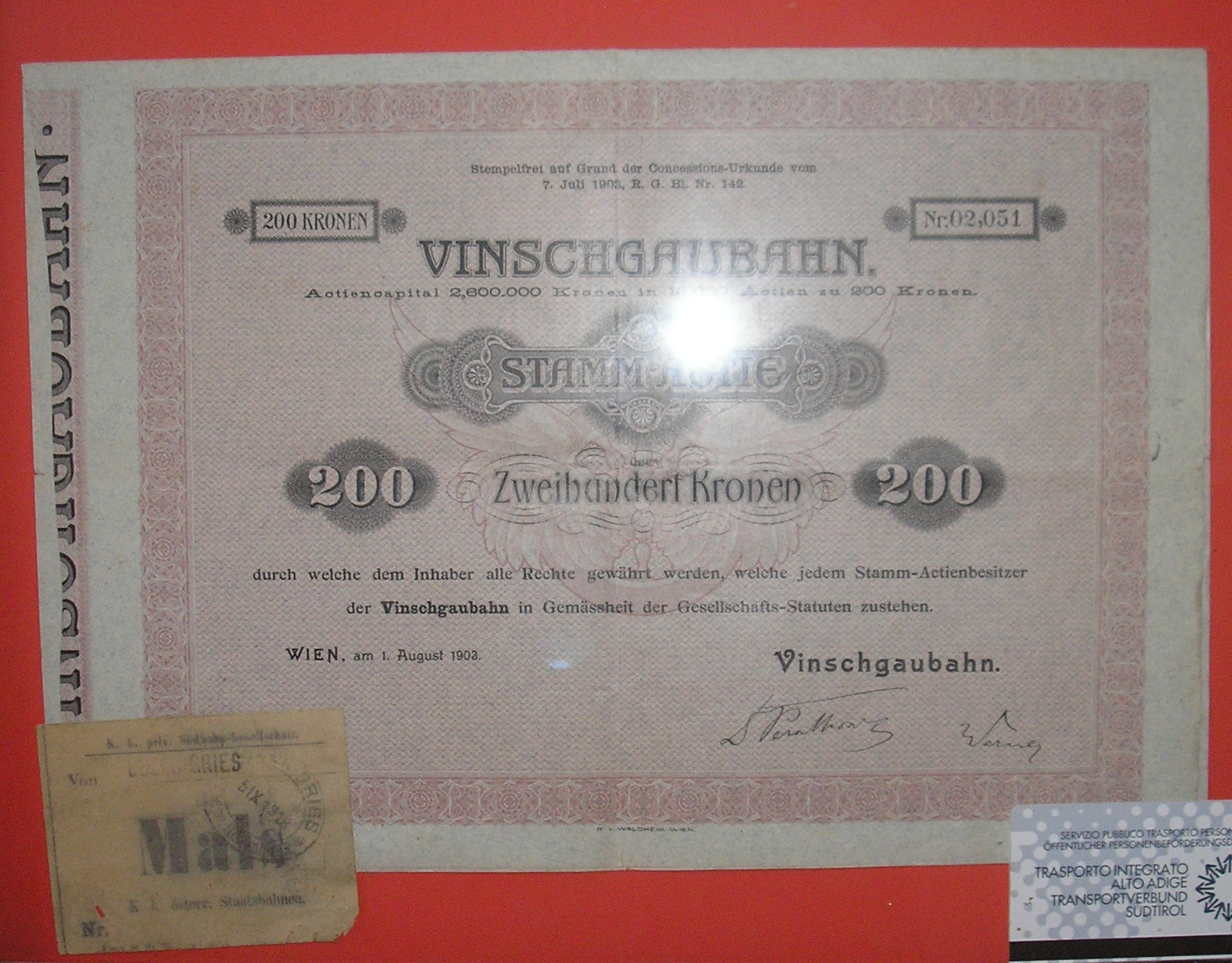
Aktie der Vinschgaubahn von 1903

Die Vinschgaubahn wurde am 7. Juli 1903 als staatlich garantierte normalspurige österreichische private Lokalbahn konzessioniert. Die Bauleitung der Trasse, die an die seit 1881 bestehende Bahnstrecke Bozen–Meran anschloss und auch deren Kilometrierung fortsetzte, wurde Konstantin Ritter von Chabert überantwortet. Am 1. Juli 1906 konnte die Vinschgaubahn gleichzeitig mit dem neuen Bahnhof Meran eingeweiht werden. Den Betrieb führten die k.k. österreichischen Staatsbahnen.
Ursprünglich war die Weiterführung der Eisenbahnstrecke als Reschenscheideckbahn über den Reschenpass ins Inntal und weiter bis zum Bahnhof Landeck an der Arlbergbahn vorgesehen. Jedoch erkannte man schon damals, dass sich ein wirtschaftlicher Güterverkehrbetrieb niemals rentiert hätte, da die Tarifkilometer von Bozen nach Landeck exakt mit denen der Brennerbahn übereinstimmten. Somit wäre kein Vorteil entstanden, da die Entfernungen bzw. die Kosten identisch gewesen wären und sich deshalb keine Konkurrenz eingestellt hätte. Einzig eine nähere Anbindung der Kurstadt Meran an Landeck wäre von Vorteil gewesen – aber auch das (noch Ende 1917) auf Seiten des Militärs bestehende Interesse der Verbindung Landeck–Pfunds–Mals als Militärbahn. Die Teilung Tirols nach dem Ersten Weltkrieg verhinderte die Verwirklichung dieses Projekts, wenn auch vereinzelte Bautätigkeiten im Raum Landeck bereits durchgeführt waren (wie bspw. der Bau eines Tunnels). Eine Verknüpfung mit der Rhätischen Bahn sollte mit dem Projekt der Ofenbergbahn in Mals und mit einer Verlängerung der 1913 eröffneten Unterengadiner Strecke vom Bahnhof Scuol-Tarasp über Martina bis Nauders oder Pfunds verwirklicht werden. Während des Ersten Weltkrieges hätte diese Verbindung eine größere Bedeutung erhalten, da Tirol nur mit der Brennerbahn erreichbar war. Die Bauarbeiten dazu begannen erst im Frühjahr 1918, von der Strecke wurden bis Kriegsende allerdings nur Teile des Unterbaus fertig.

### Verkehrsrückgang
Nach dem für Österreich-Ungarn verlorenen Ersten Weltkrieg wurde Südtirol im November 1918 von Italien besetzt und aufgrund des Vertrages von St. Germain 1920 annektiert. Der Betrieb wurde daher ab 1918 von den italienischen Staatsbahnen Ferrovie dello Stato Italiane (FS) übernommen. Während der nächsten 60 Jahre investierten die FS nur wenig in die Infrastruktur der Bahn, wenn auch in Mals ein Gleisfünfeck gebaut wurde, das speziell zum Wenden von Dampflokomotiven mit Schlepptender diente. Immer wieder wurden Gerüchte über eine Stilllegung laut, bereits seit 1961 stand dieses Thema zur Debatte. Dennoch wurden 1985 an einzelnen Abschnitten Tunnelsicherungen und Streckenerneuerungen vorgenommen, so beispielsweise zwischen Tschars und Kastelbell. Andererseits wurde auf weiten Streckenteilen noch die Erstausstattung von 1905 genutzt. Die Elektrifizierung der Strecke Bozen–Meran im Jahr 1934 machte die Vinschgaubahn zum kostenaufwändigen Inselbetrieb. Der Güterverkehr hatte seit der Entscheidung der Vinschgauer Obstgenossenschaften, die Obsttransporte auf die Straße zu verlagern, kaum noch eine Rolle gespielt. Die Bahn wies ein immer höheres Betriebsdefizit auf. Die italienischen Staatsbahnen waren fest entschlossen, ihre Strukturen zu verschlanken und defizitäre Infrastrukturen insbesondere in der Peripherie abzubauen. Im Jahr 1987 wurde die Vinschgaubahn als ramo secco „dürrer Ast“ eingestuft und zur Gesamtstilllegung vorgesehen.

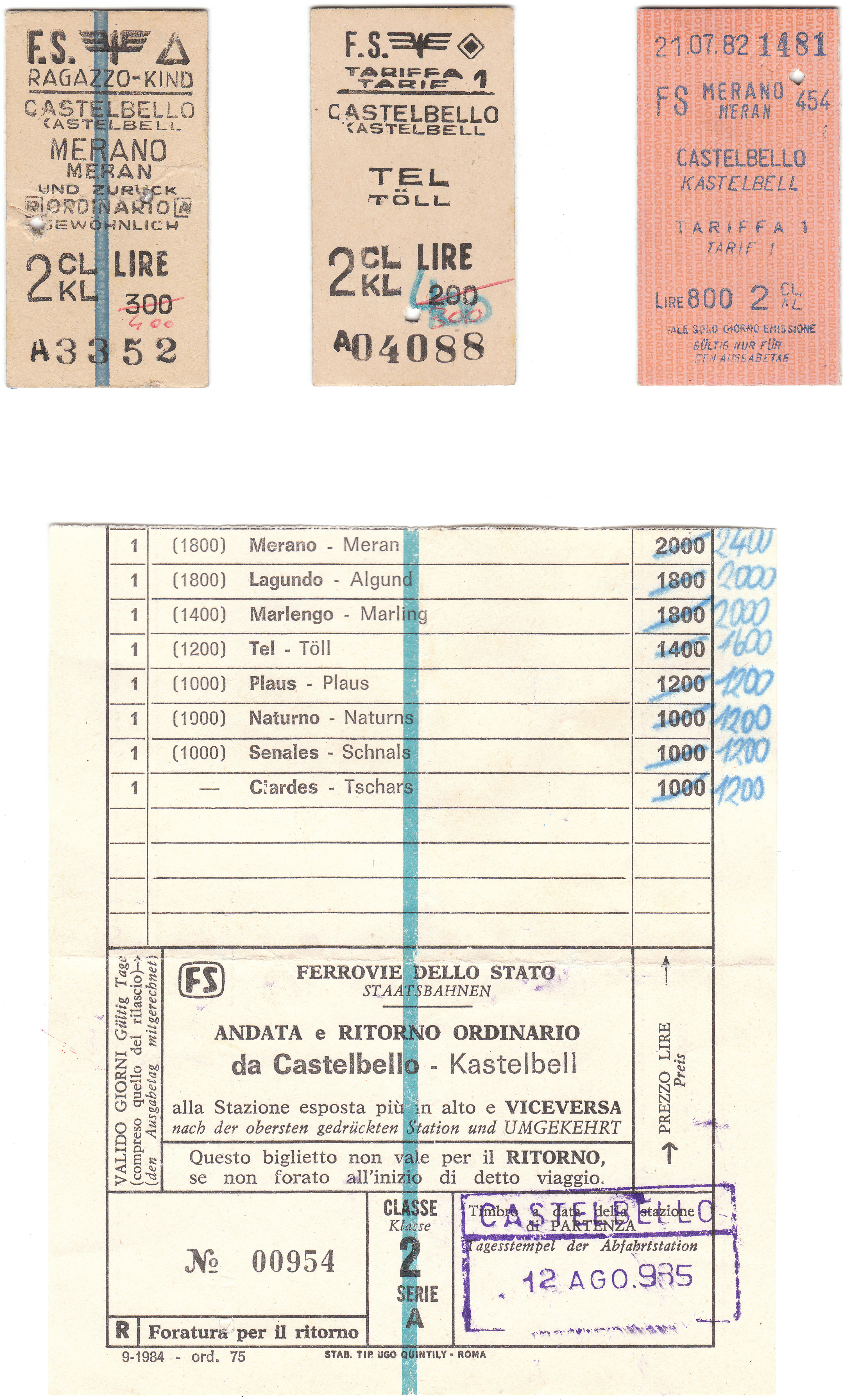
Fahrkarten der Vinschgaubahn zu FS-Zeiten. Von links nach rechts: 1977, 1980, 1982 und 1985

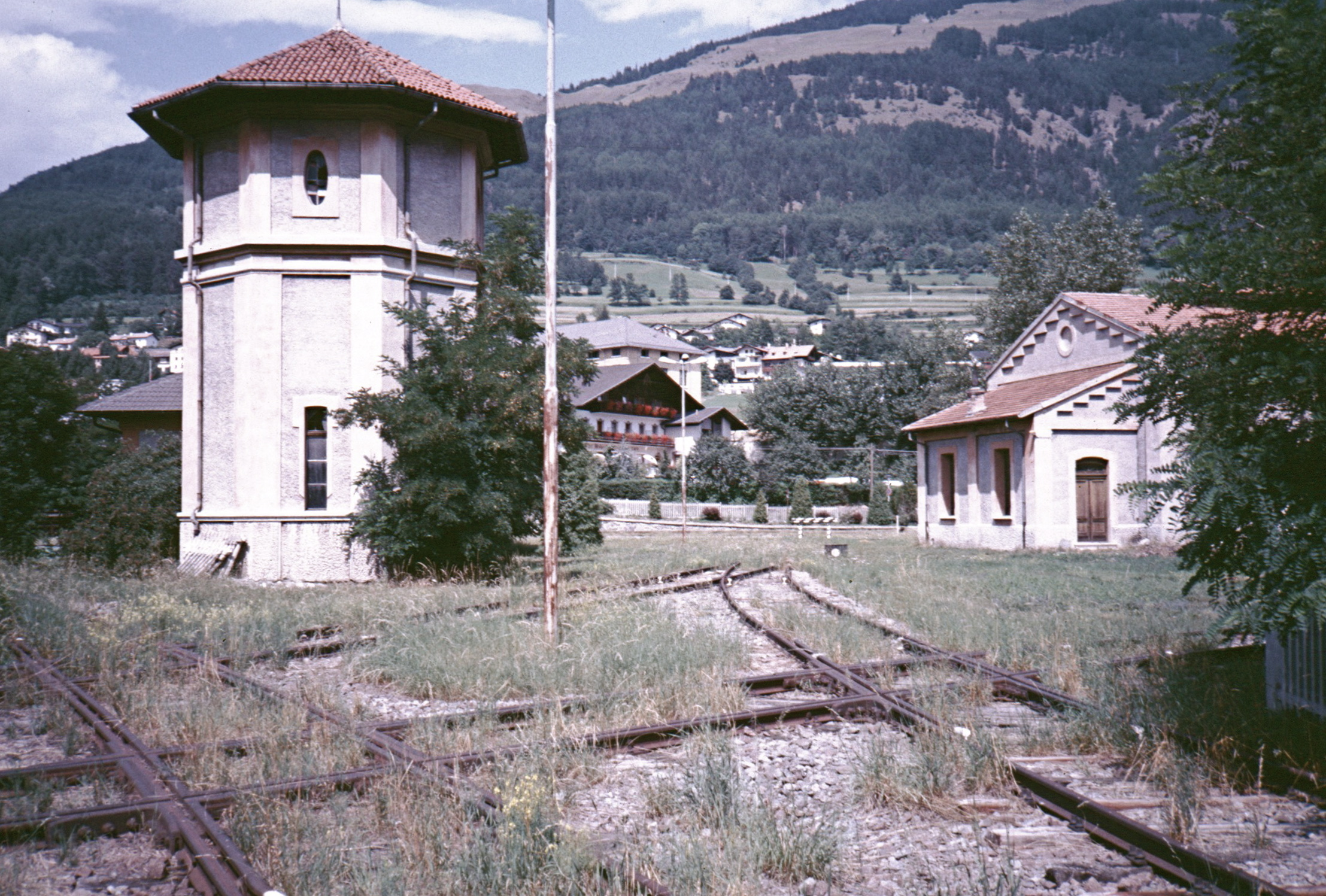
Wendestern in Mals, 1986

Diese Zeit war gekennzeichnet von Desinteresse der italienischen Staatsbahnen an der Strecke: Ende der 1980er Jahre wurde jeweils in den (touristisch stark frequentierten) Sommermonaten die Bahn durch Omnibusse ersetzt, die eigens aus der Lombardei gemietet wurden, begründet wurde dies mit der Gewährung von Ferien für das Personal beziehungsweise mit der Durchführung von Tunnelsicherungsarbeiten. In den letzten Jahren unter den Staatsbahnen bestand der Fahrplan aus nur noch drei werktäglichen Zugpaaren. Am 9. Juni 1990 verkehrte der letzte planmäßige Zug.
Den Personenverkehr übernahmen Regionalbusse des Südtiroler Automobildienstes SAD. Die Unzufriedenheit der lokalen Bevölkerung, aber auch der Touristen mit der Zunahme des Straßenverkehrs im Vinschgau ließ jedoch die Stimmen, die nach einer Wiederinbetriebnahme der Bahn riefen, nie ganz verstummen.

### Sanierung und Elektrifizierung

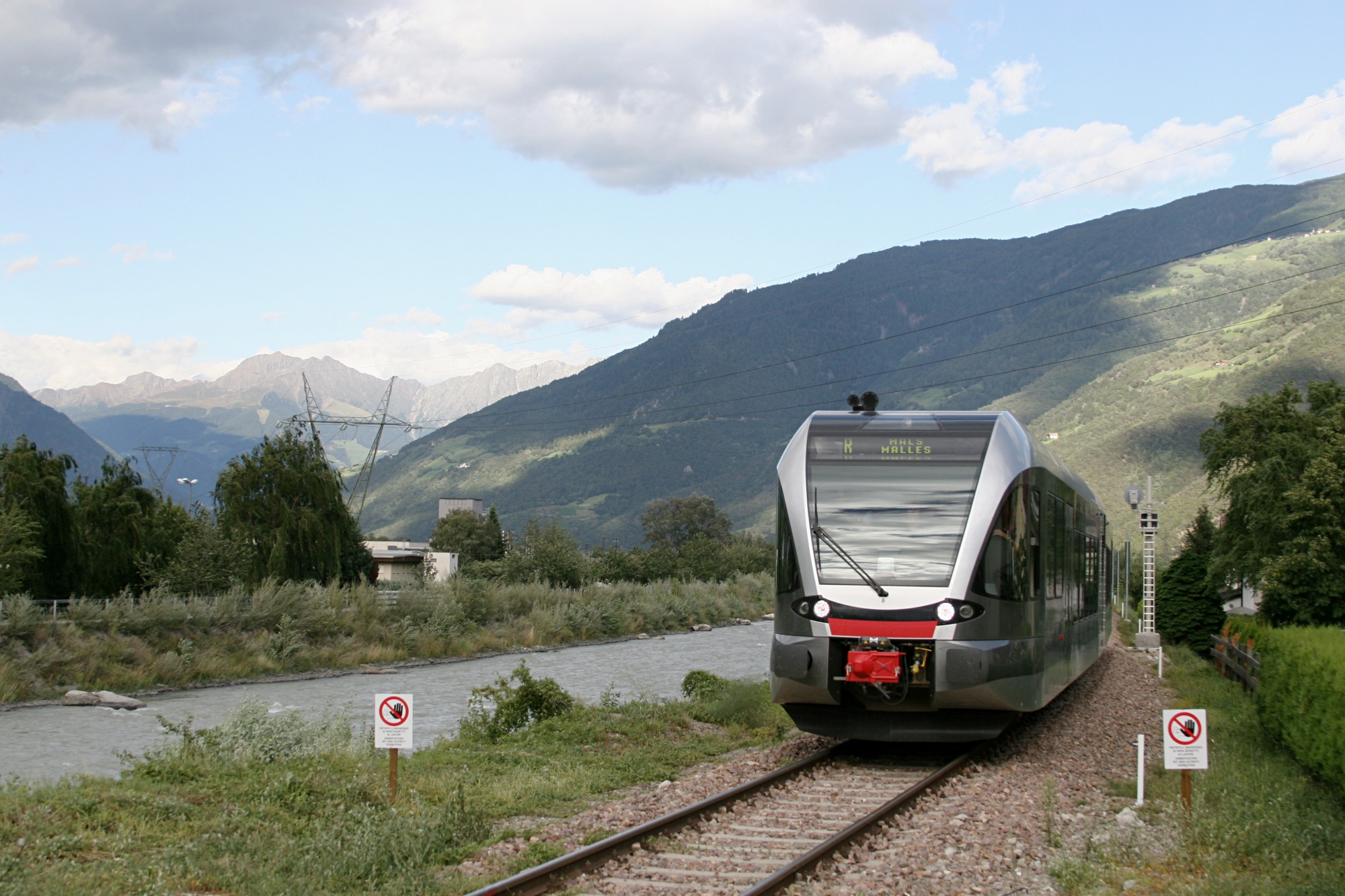
Am Ufer der Etsch bei Naturns (2005)

1999 ging die Bahnstrecke in das Eigentum des Landes Südtirol über, in den Jahren von 2000 bis 2004 wurde sie unter der Führung der Südtiroler Transportstrukturen (STA) im Auftrag des Landes generalsaniert. Obwohl der Oberbau der Strecke auf voller Länge erneuert werden musste, erwies es sich als vorteilhaft, dass die Gleisanlagen in den Jahren zuvor nicht abgetragen worden waren. Einerseits waren noch keine Grundstücke anderen Verwendungen wie dem Straßenbau zugeführt worden, andererseits war die Bahn nie ganz aus dem Bewusstsein der Bevölkerung verschwunden. Außerdem wurden die historischen Bahnhofs- und Haltestellengebäude originalgetreu restauriert und, wo notwendig, durch neue Bauwerke in einheitlichem modernem Design ergänzt. Der Wendestern im Bahnhof Mals, der ein Wenden z. B. von Schlepptenderlokomotiven ermöglicht hatte, blieb erhalten, er wurde jedoch nicht saniert. An mehreren Bahnhöfen der Bahnstrecke wurden Fahrradverleihstationen eingerichtet. Nach Abschluss der Bauarbeiten wurde der fahrplanmäßige Verkehr auf der Strecke am 5. Mai 2005 wieder aufgenommen.
Die ursprünglichen Prognosen zur Entwicklung der Fahrgastzahlen wurden bereits nach kurzer Zeit bei Weitem übertroffen. Zu Stoßzeiten und in der Tourismussaison gelangte die Bahn bald an ihre Kapazitätsobergrenze.

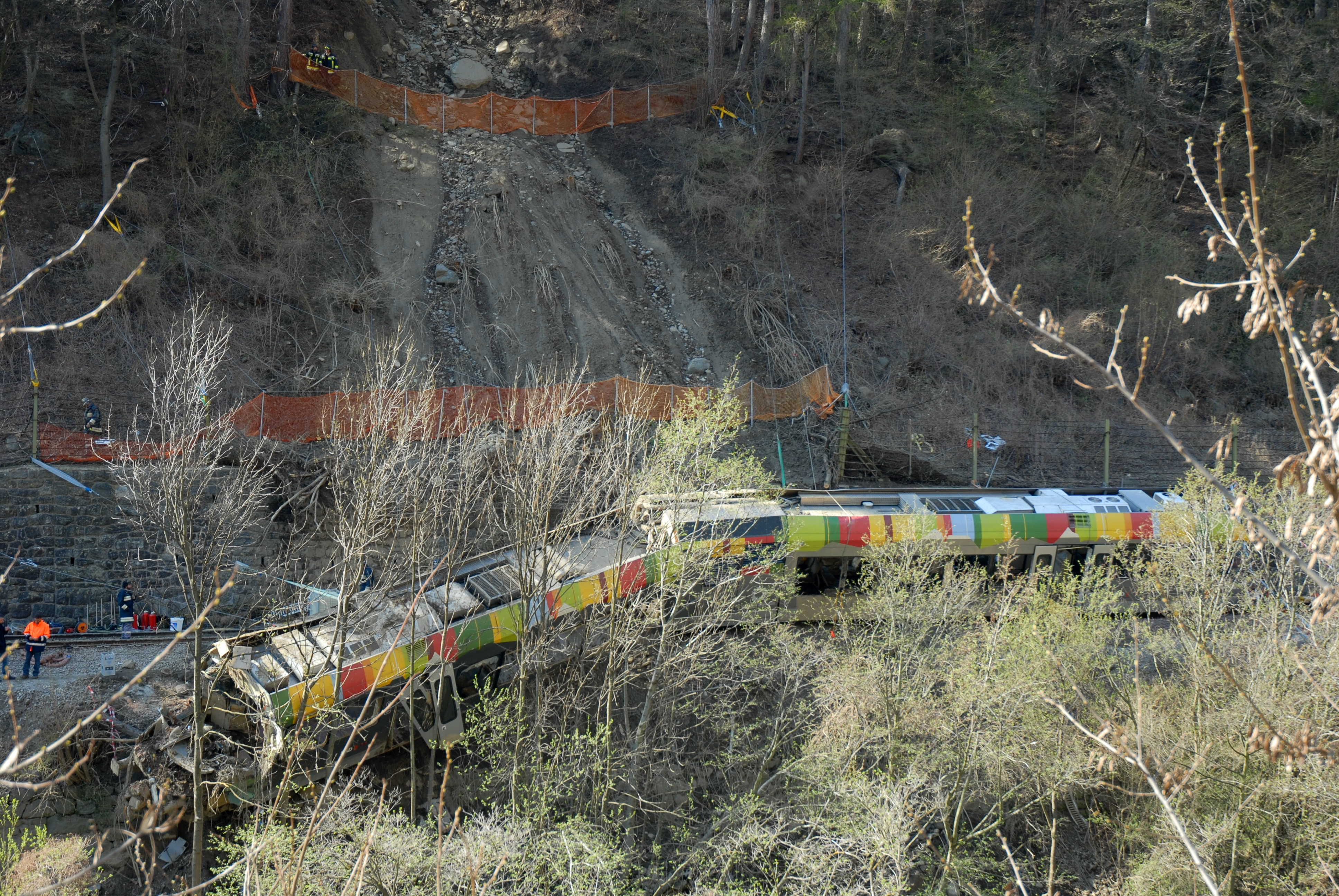
Durch eine Mure verursachter Unfall vom 12. April 2010

Am 12. April 2010 ereignete sich auf dem Streckenabschnitt zwischen Latsch und Kastelbell, der in einer Latschander genannten Schlucht liegt, ein schwerer Unfall. Eine etwa 15 Meter breite und 30 Meter hohe Mure erfasste um 9:02 Uhr den Regionalzug R108, der von Mals in Richtung Meran unterwegs war. Die Schlamm- und Geröllmassen rissen das vordere Segment des Gelenktriebwagens ATR 100-007 aus den Schienen, woraufhin das gesamte Fahrzeug entgleiste. Lediglich einige Bäume am Flussufer verhinderten ein Abstürzen des Triebwagens in die Etsch. Ein Zug, der in die entgegengesetzte Richtung fuhr, hatte die Stelle nur wenige Minuten zuvor problemlos passiert. Auslöser des Unfalls war ein defektes Ventil an der Beregnungsanlage einer Obstwiese oberhalb der Unglücksstelle. Dadurch drangen große Mengen Wasser in den Hang ein, die diesen schließlich in Bewegung setzten. Bei dem Unfall wurden neun Menschen getötet; alle 28 weiteren Personen, die sich im Zug befanden, wurden verletzt, sieben davon schwer. Damit handelte es sich um den schwersten Eisenbahnunfall in der Geschichte Südtirols. Am 2. Juni 2010 nahm die Bahn den fahrplanmäßigen Betrieb wieder auf. Zwischen Kastelbell und Latsch erinnert ein Gedenkstein am gegenüberliegenden Etschufer an das Unglück.
Mit dem Fahrplanwechsel im Dezember 2012 wurde die Haltestelle Töll Brücke aufgelassen und der alte Bahnhof Töll wiedereröffnet, der bis dahin nur mehr als Kreuzungspunkt gedient hatte. Die während der erforderlichen Bauarbeiten notwendige Streckensperrung wurde zudem für eine Absenkung der Sohle des Tölltunnels genutzt, um ihn für die Elektrifizierung profilfrei zu machen. Auch entstanden ein paar hundert Meter südwestlich des Bahnhofs Töll zwei Abstellgleise für Instandhaltungsfahrzeuge.
Im April 2014 erklärte der Südtiroler Landesrat Florian Mussner, dass bei inzwischen etwa 2 Millionen Fahrgästen jährlich insbesondere in den Hauptverkehrszeiten und zur Tourismussaison die Kapazitätsobergrenzen der Diesel-Zuggarnituren erreicht seien, und stufte daher eine baldige Elektrifizierung der Vinschgaubahn als prioritär ein. Die Südtiroler Landesregierung beschloss daher am 16. Dezember 2014, die Bahnlinie in den nächsten Jahren zu elektrifizieren. Durch die Elektrifizierung können die Kapazität auf bis zu 276 Sitzplätze pro Zug erhöht, der Fahrplan auf einen durchgehenden Halbstundentakt verdichtet und Züge zwischen Mals und Bozen effizient durchgebunden werden. Als Bahnstromsystem wählte man 25 kV Wechselspannung mit einer Frequenz von 50 Hz, weshalb für den zukünftigen Betrieb die bereits auf anderen Strecken in Südtirol verkehrenden Stadler Flirt technisch entsprechend nachgerüstet wurden. Zudem entschied man sich, als Zugbeeinflussungssystem ETCS Level 2 und als Daten- und Kommunikationssystem GSM-R zu installieren.
Im Zuge der 2016 aufgenommenen Arbeiten, die zeitweise Streckensperrungen notwendig machten, erhielten zunächst alle noch nicht entsprechend ausgestatteten Bahnhöfe verlängerte Bahnsteige und – wo notwendig – Unterführungen. 2018 wurde der Marlinger Kehrtunnel abgesenkt. 2019 erfolgten eine Streckenbegradigung zwischen Laas und Schlanders sowie die Auflassung der Haltestelle Staben, an deren Stelle der alte, zuletzt nur noch als Kreuzungspunkt genutzte Bahnhof Schnalstal mit dem neuen Namen Bahnhof Staben wiedereröffnet wurde. Ebenfalls 2019 begannen größere Umbauarbeiten am Endbahnhof Mals, die insbesondere Anpassungen an den Bahnsteigen, der Remise und dem Abstellgleis Tartsch umfassten und 2020 zum Abschluss gebracht wurden. Von November 2021 bis Anfang Oktober 2023 wurden im Josefsbergtunnel und im Tölltunnel zur Erhöhung der Sicherheit im Evakuierungsfall das Tunnelprofil erweitert und jeweils ein Fußweg mit Handlauf angelegt. Währenddessen wurden im Abschnitt Meran–Töll die Y-Stahlschwellen durch Betonschwellen ersetzt. Im Juni 2023 wurde mit dem Aufstellen der Oberleitungsmasten begonnen.
Am 16. Februar 2025 begann eine letzte, über ein Jahr andauernde Sperre des Abschnitts Laas–Mals, die gemäß Planungen ab 26. Oktober 2025 durch eine Sperre des Abschnitts Meran–Laas ergänzt werden soll und den finalen Bauarbeiten, technischen Installationen sowie einer Testphase dient.

## Betrieb

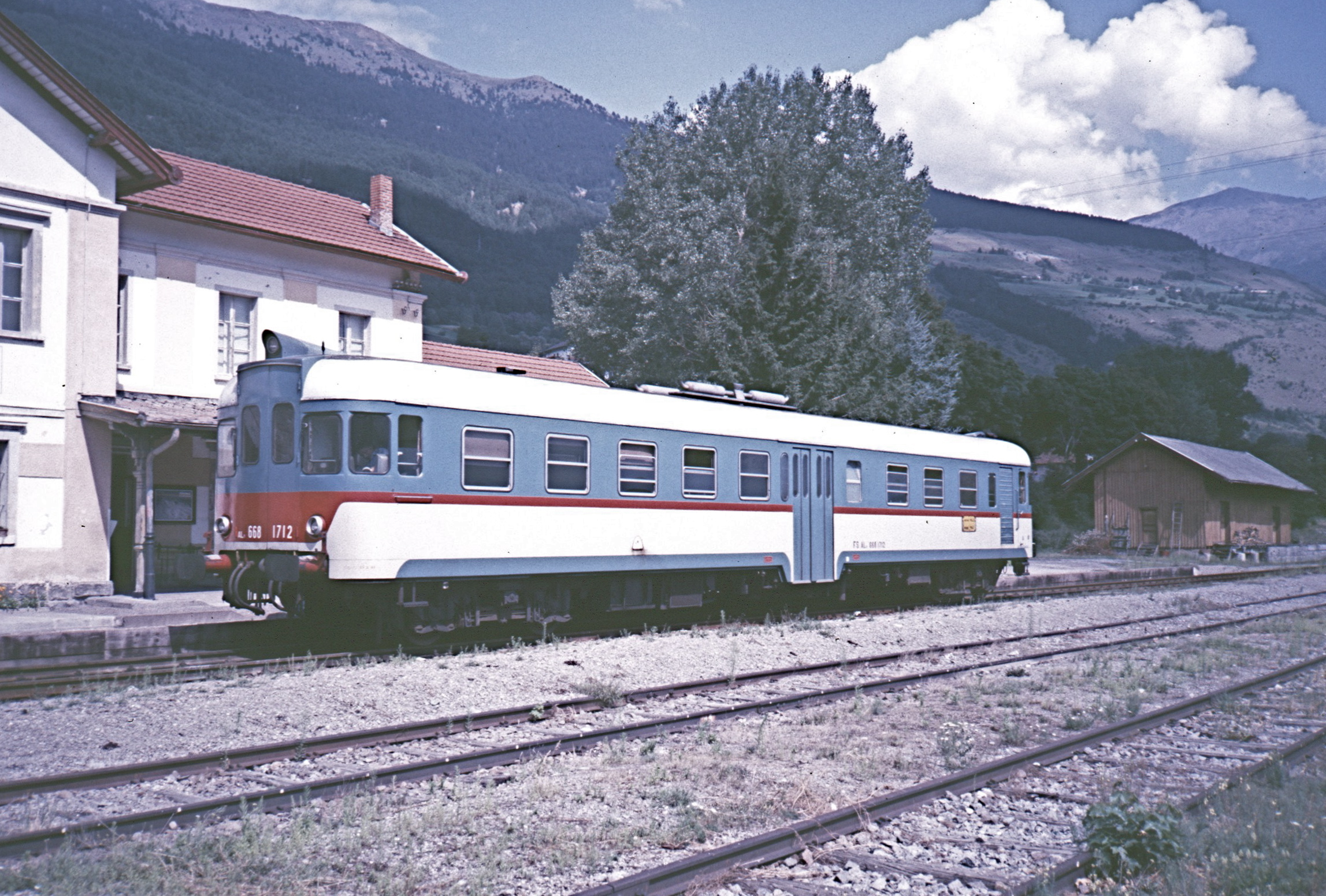
Bahnhof Mals mit Dieseltriebwagen der Baureihe ALn 668, 1986

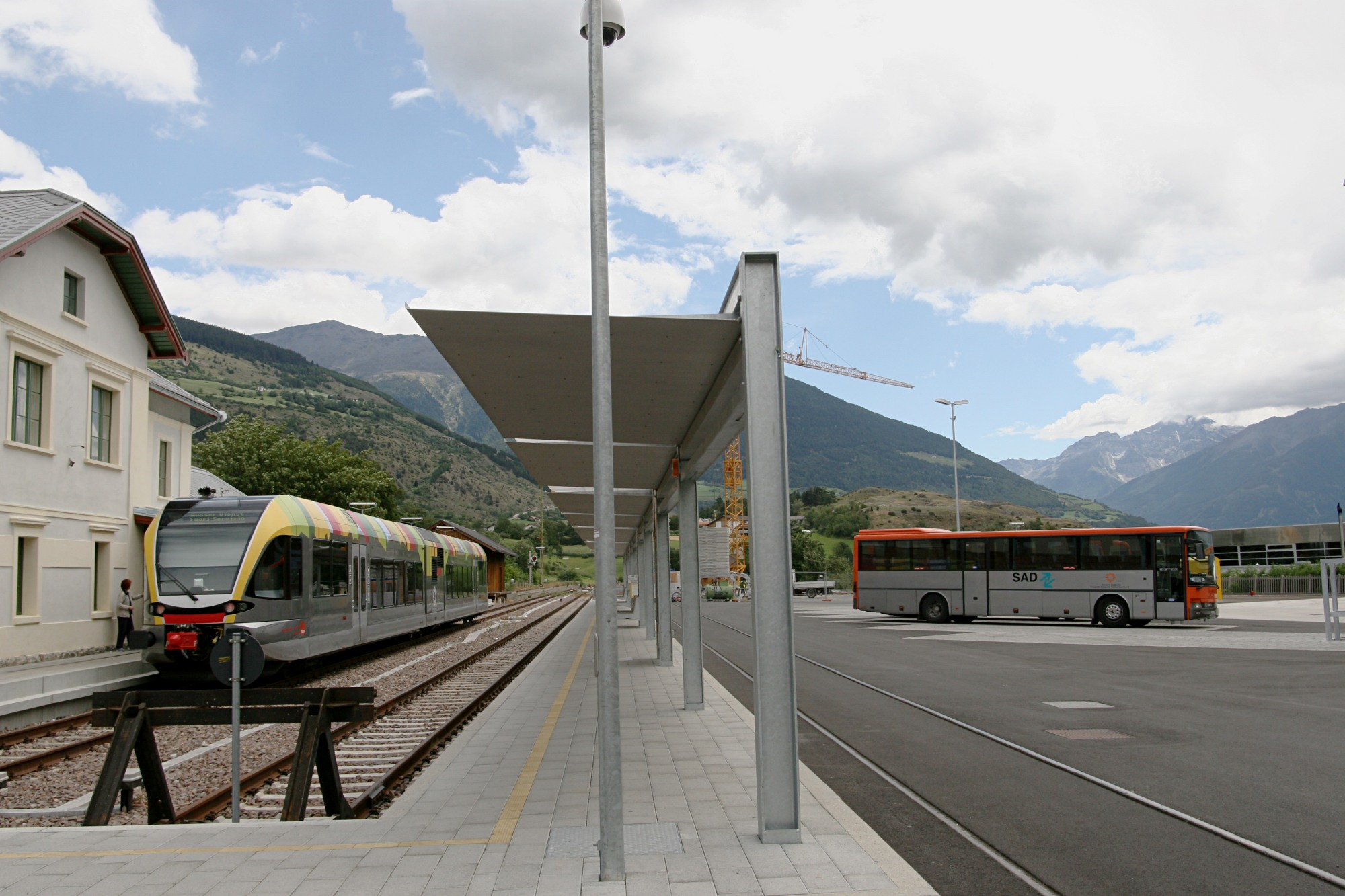
Der Bahnhof Mals wurde als Umsteigeknoten zu den regionalen Buslinien gestaltet

Von 1906 bis 1919 nach dem Ersten Weltkrieg wurde die Strecke von den ehem. k.k. Staatsbahnen (kkStB) und anschließend bis 1990 von den italienischen Staatsbahnen (FS) betrieben. Weil die Strecke nicht elektrifiziert war, kamen in der ersten Hälfte des 20. Jahrhunderts hier, anders als auf der Bozen-Meran-Bahn, häufig Littorine zum Einsatz.
Nach der großen Sanierung Anfang der Nullerjahre kamen ab 2005 acht Niederflur-Triebwagen mit Dieselantrieb der Bauart Stadler GTW zum Einsatz. Das Betriebskonzept wurde vom Ingenieurbüro Willi Hüsler aus Zürich erarbeitet. Die Wiedereinführung des Güterverkehrs ist vorläufig nicht vorgesehen.
Ab der Eröffnung verkehrte die Bahn im Stundentakt bei vorerst unveränderten Busfahrplänen im Vinschgau. Während dieser als Probebetrieb bezeichneten Phase wollte man Erfahrungen im Betrieb sammeln und allfälliges Verbesserungspotential erkennen. Seit Herbst 2005 verkehren zusätzlich Eilzüge, die bis/ab Kastelbell nur in den größeren Orten halten. Damit wird zu den Hauptverkehrszeiten ein Halbstundentakt erreicht. Mit dem Fahrplanwechsel im Dezember 2012 wurden zunächst sämtliche Eilzugverbindungen an Sonn- und Feiertagen gestrichen. Zwischenzeitlich gibt es diese Züge wieder. In den verkehrsärmeren Wintermonaten fahren diese jedoch nur werktags. Mitte Dezember 2006 wurden erstmals einige Züge bis nach Bozen durchgebunden, was insbesondere für die Berufspendler von großem Vorteil war. Mit dem Fahrplan 2010/2011 endeten sie aber wieder in Meran.
Insbesondere in den Sommermonaten sind die Züge oftmals überlastet. Für den stark nachgefragten Fahrradtransport im Zug reichen die Kapazitäten oft nicht aus, so dass Radfahrer an den Unterwegsbahnhöfen teilweise nicht mitgenommen werden können. Ein kombiniertes Zug- und Rad-Ticket, welches es in den letzten Jahren in Form der Eventcard gegeben hat, ist ab April 2014 in veränderter Form wieder unter dem Namen „bikemobil Card“ erhältlich, die ein Kombiticket für die Nutzung von Bus, Bahn und Leihfahrrad mit Gültigkeit erstmals in ganz Südtirol und bis Tschierv (CH) ist. Sie ist als Tageskarte, 3-Tagekarte und 7-Tagekarte verfügbar. Allerdings darf das (Leih-)Fahrrad im Gegensatz zur früheren „Eventcard“ nicht in Bussen oder Bahnen transportiert werden. Außerdem wird von Mai bis Oktober sechs Mal täglich ein Fahrradtransport mittels LKW organisiert.

## Fahrzeuge

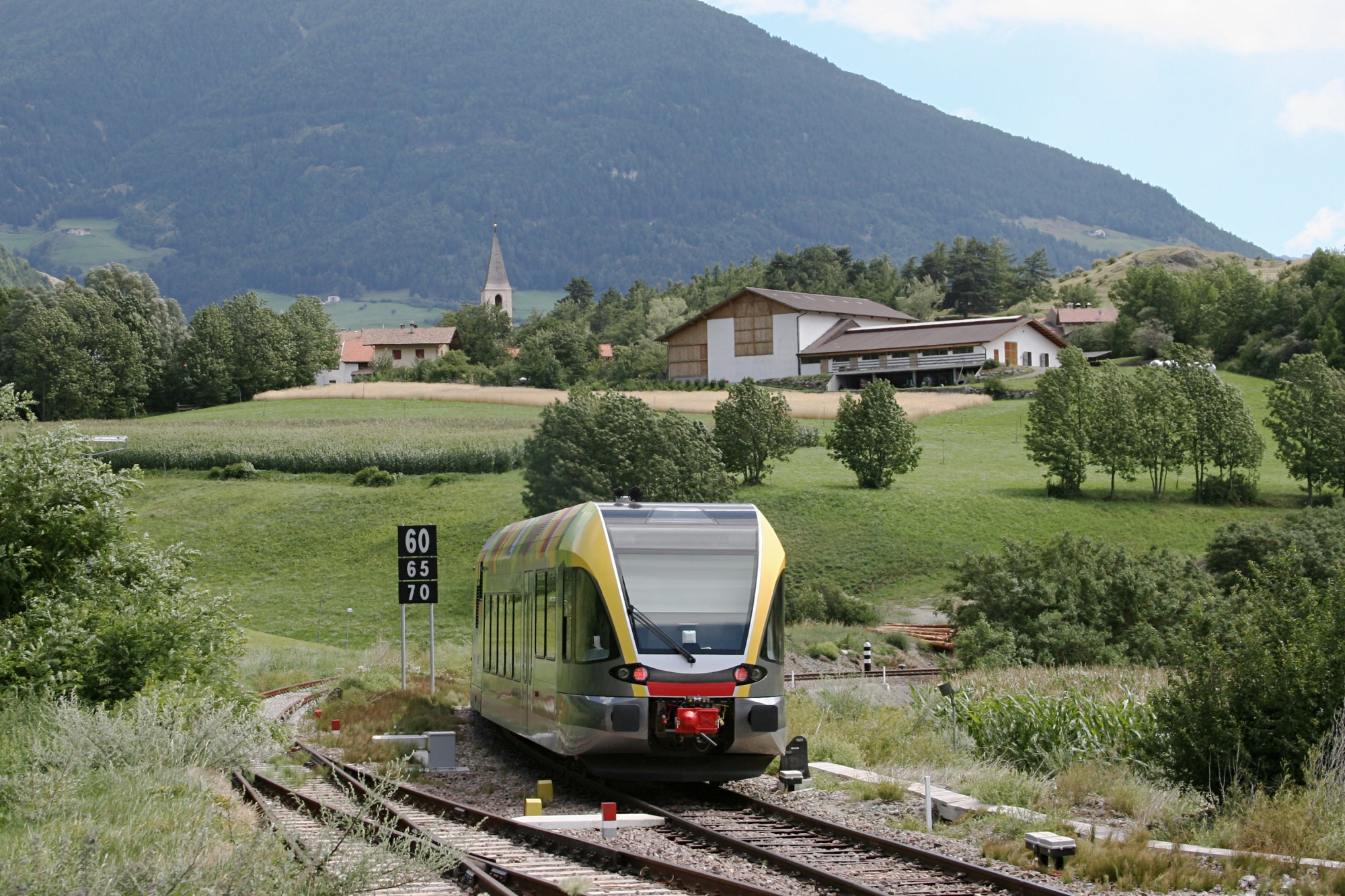
Ein Triebwagen verlässt Mals in Richtung Meran

Zwölf dieselelektrische Triebwagen Stadler GTW 3. Generation 2/6, bezeichnet als ATR 100-001 bis 012, die einzelnen Elemente als ATR 101, 102 und 103. Der am 12. April 2010 verunglückte Triebwagen ATR 100-007 ist ausgemustert. Er war lange Zeit am Bahnhof Schnalstal abgestellt und wurde mittlerweile in das Bahnhofsgelände von Meran überführt. Am 26. April und 16. Mai 2013 gerieten die Antriebs-Mittelteile des Triebwagens ATR 100-006 und ATR 100-005 in Brand und mussten durch die örtlichen Freiwilligen Feuerwehren gelöscht werden. Beide Züge waren für einige Monate außer Betrieb. Dadurch fehlten zeitweise drei Einheiten, so dass einige Umläufe nicht wie geplant in Doppeltraktion gefahren werden können.

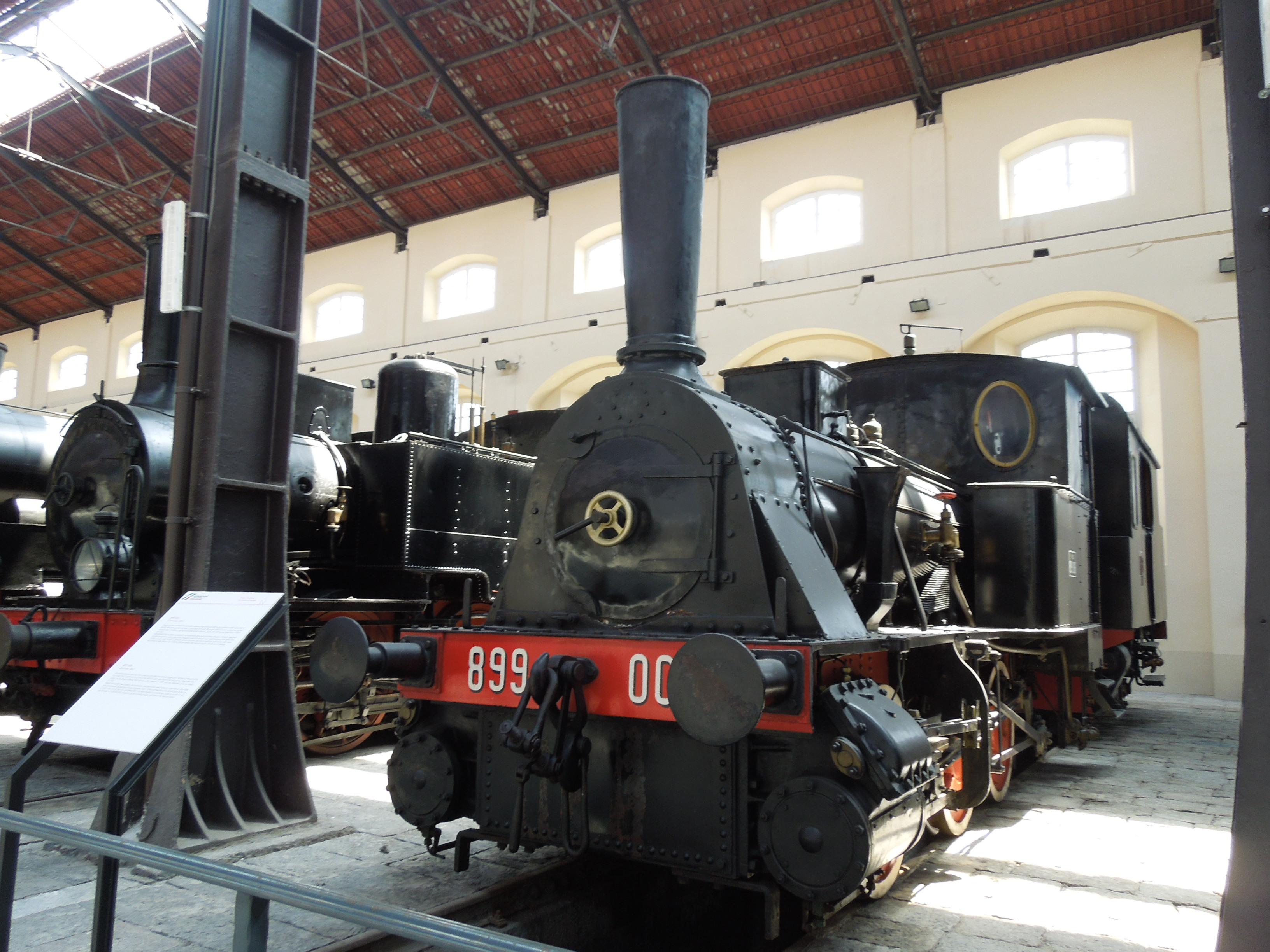
Die letzte erhaltene Originallokomotive der Vinschgaubahn im Nationalen Eisenbahnmuseum Italiens

Die letzte erhaltene, 1882 gebaute Dampflokomotive dieser Bahnstrecke FS 899.006 (ex kkStB 294.09 ehemals Bozen-Meraner Bahn 2 MERAN) war einige Zeit in Turin als Denkmal aufgestellt, befindet sich aber heute im Nationalen Eisenbahnmuseum im Ortsteil Pietrarsa der Gemeinde San Giorgio a Cremano bei Neapel und ist seit Dezember 2007 wieder zugänglich.

## Zukunftspläne
2010 wurden im Rahmen eines durch die EU finanzierten Interreg-Projekts drei Studien in Auftrag gegeben, die eine Verbindung des Vinschgaus mit dem schweizerischen Kanton Graubünden per Bahn prüfen sollten. Dabei stand die Möglichkeit zur Weiterführung der Vinschgaubahn von Mals zur Rhätischen Bahn im Unterengadin zur Debatte, wie sie einst bereits mit der Ofenbergbahn geplant war. Das Projekt sollte eine Lücke im europäischen Eisenbahnnetz schließen und zwei bedeutende Wirtschafts- und Kulturräume, das Schweizer Mittelland mit Oberitalien bzw. Graubünden mit Südtirol besser miteinander verbinden. Bei einer Tagung 2013 wurden als Ergebnis der Studien diverse mögliche Trassenführungen vorgestellt; die notwendigen Investitionssummen wurden abhängig von der gewählten Route auf rund eine Milliarde Euro beziffert. Eine mögliche Verknüpfung mit dem Schweizer Bahnverkehr findet in der Südtiroler Landespolitik breite Unterstützung; 2015 lotete Landeshauptmann Arno Kompatscher bei Kommissionspräsident Jean-Claude Juncker Möglichkeiten zur Co-Finanzierung durch die EU aus.
Ins Gespräch gebracht wurde auch eine Neuauflage der nie verwirklichten Reschenbahn ins österreichische Nordtirol, konkret als Verbindung nach Landeck zur Arlbergbahn. 2015 forderte der Südtiroler Landtag die Landesregierung einstimmig dazu auf, „mit dem Bundesland Tirol und dem Kanton Graubünden in Kontakt zu treten, um die Möglichkeiten einer Umsetzung der Bahnverbindung von Mals nach Landeck auszuloten.“
Ein weiteres diskutiertes Projekt ist eine Neuauflage der ebenfalls nie verwirklichten Ortlerbahn mit einer Trasse unter dem Stilfser Joch durch nach Bormio in der Lombardei und eventuell weiter zur Ferrovia Alta Valtellina. Am 4. Dezember 2017 wurde in Mals eine Vorstudie (inklusive geologischer, hydrologischer, geomorphologischer und seismischer Prüfung) für eine Verbindung nach Bormio vorgestellt. Je nach Trassenführung wäre die geplante Strecke 33 bis 35 Kilometer lang, von denen zwischen 18 und 33 Kilometer in Tunneln verliefen. Die angesetzte Bauzeit betrüge, je nach gewählter Option, zwischen sieben und zehn Jahren und die Baukosten beliefen sich auf 1,1–1,3 Milliarden Euro. In der Basis-Variante entstünde gemäß der Vorstudie nur eine neue Station in Bormio. Andere Planungsvarianten sehen weitere Stationen in Taufers und in Müstair in der Schweiz vor.

## Galerie

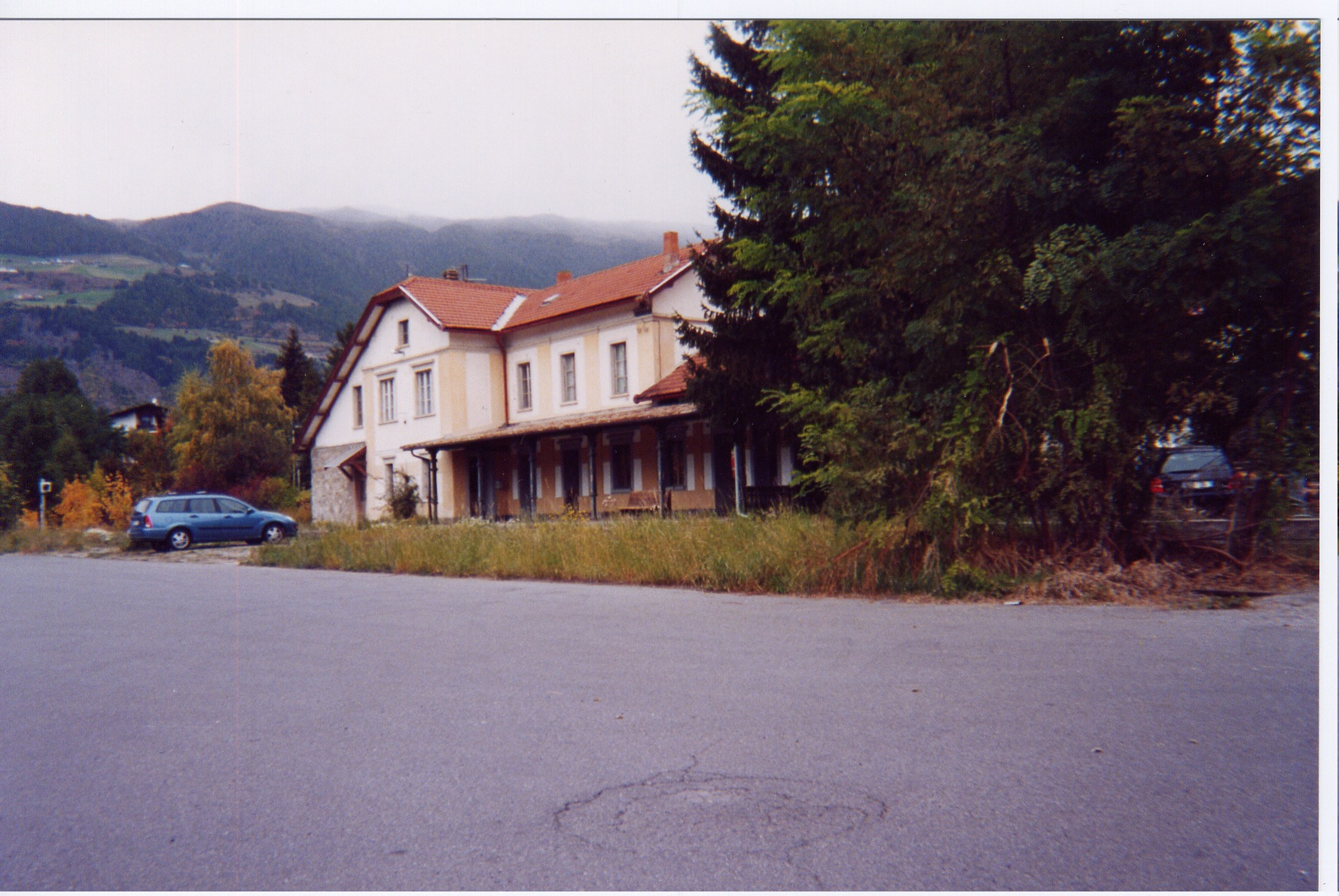
Bahnhof Mals in der Zeit des Stillstandes
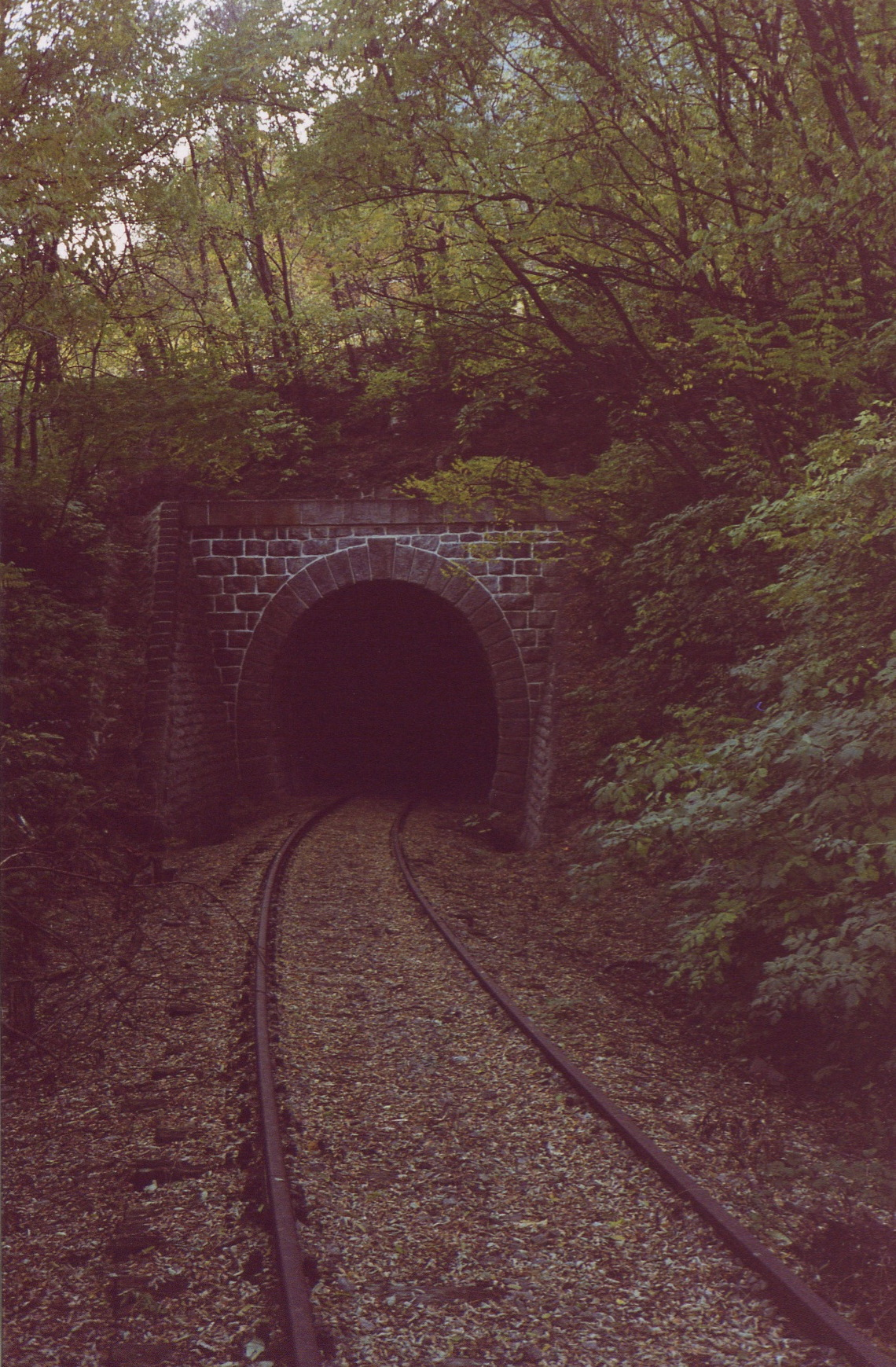
Kehrtunnel bei Marling in den Jahren des Stillstandes
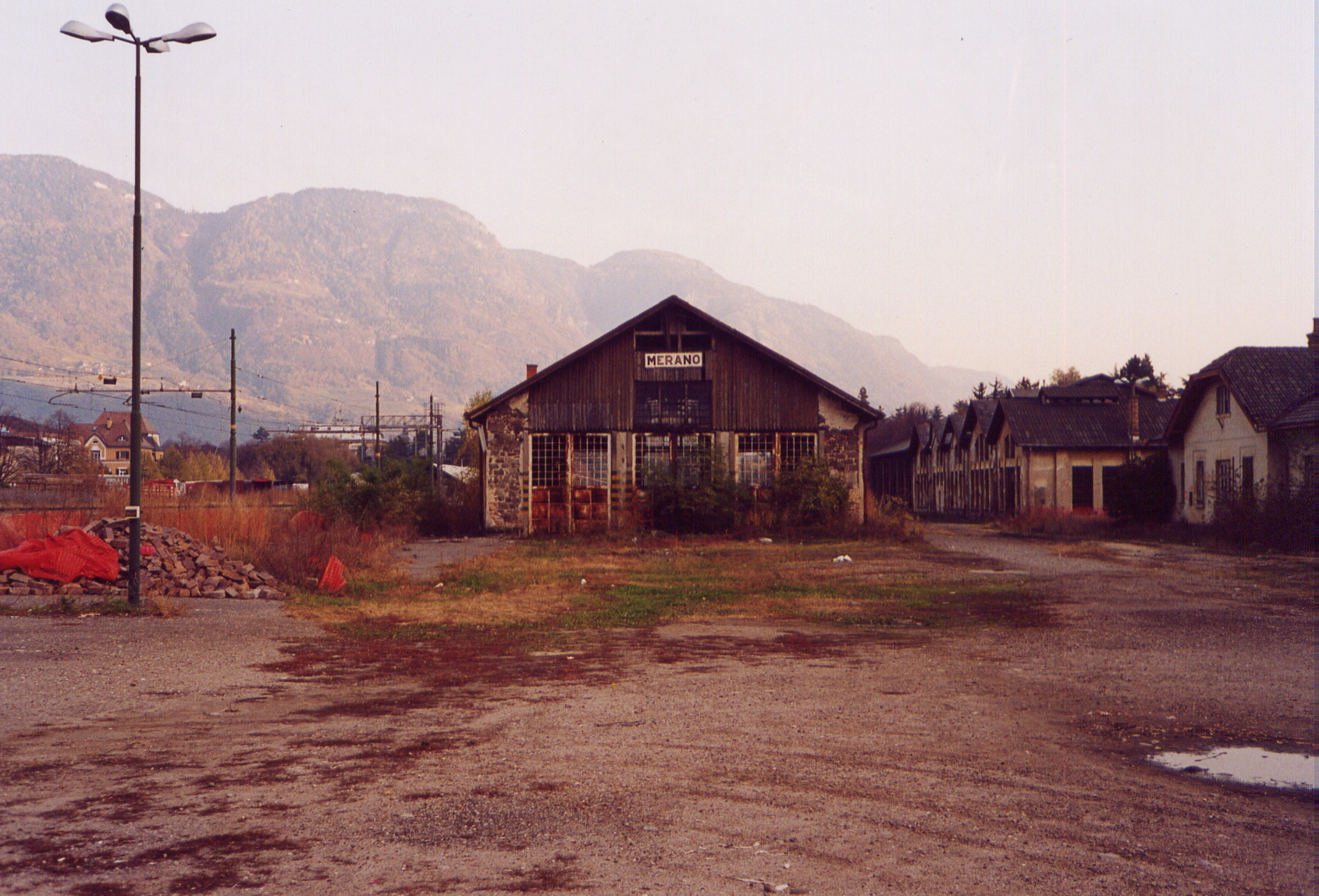
Zustand der Remise im Bahnhof Meran während des Stillstandes der Vinschger Bahn
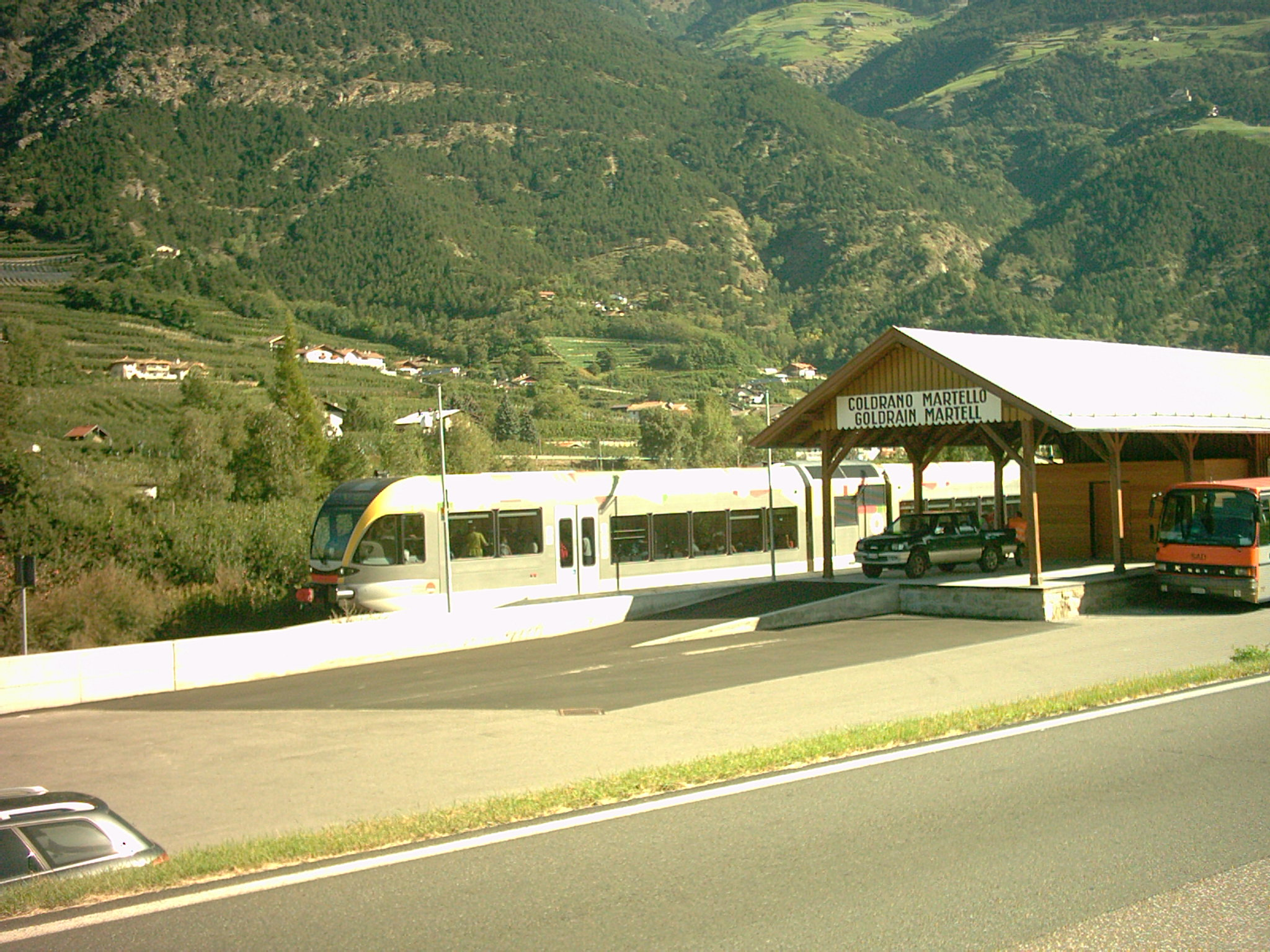
Bahnhof Goldrain
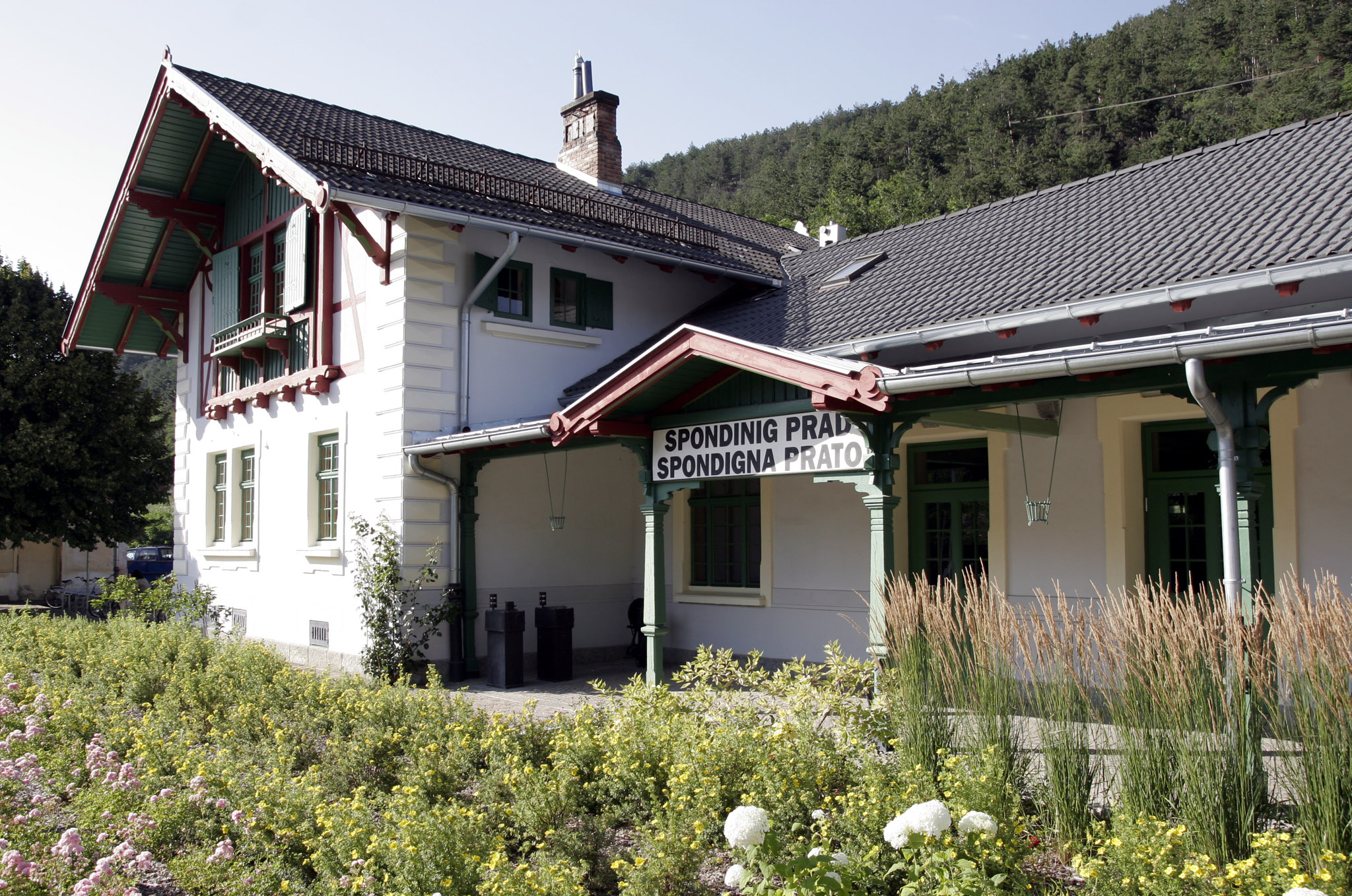
Bahnhof Spondinig
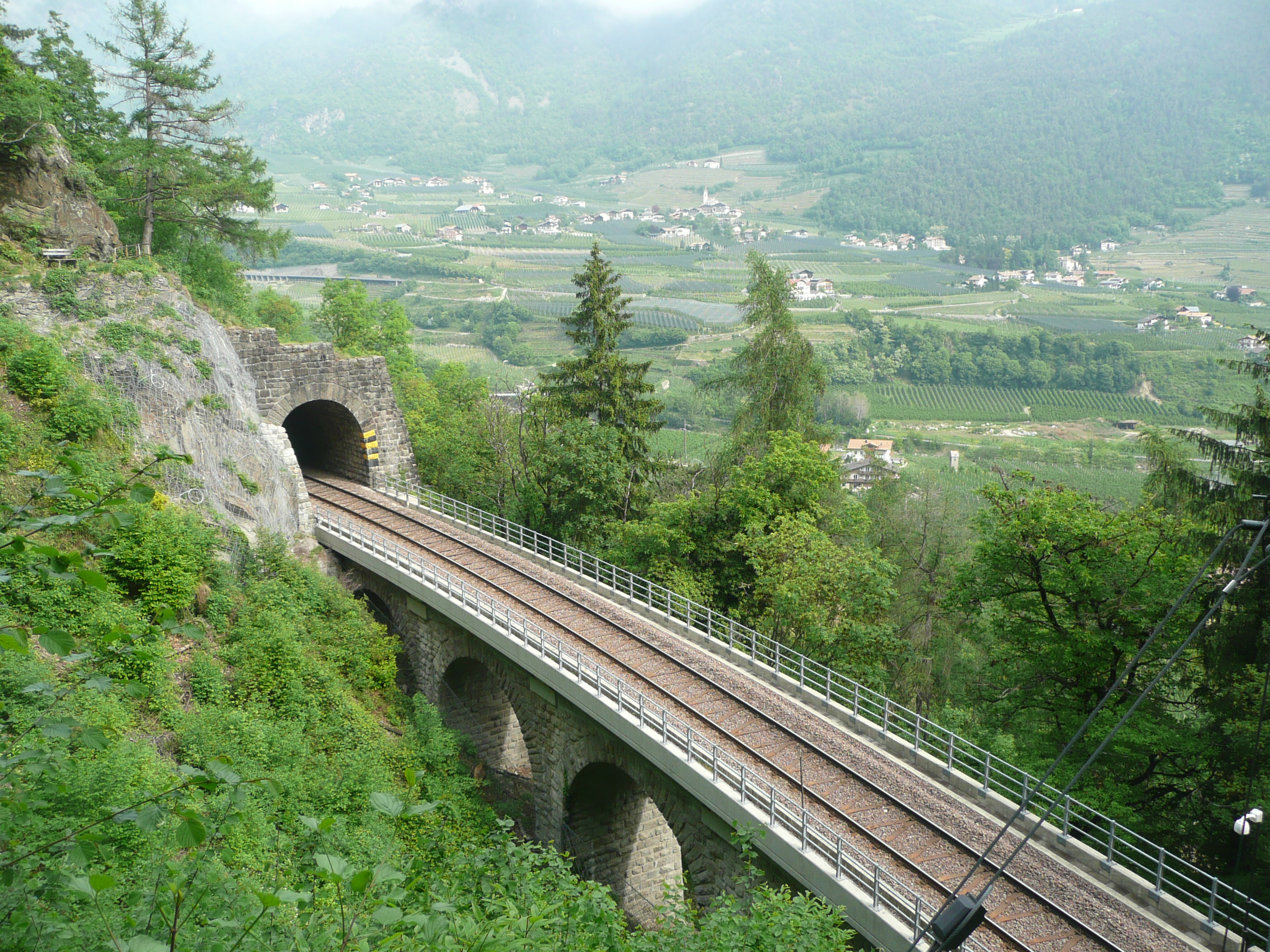
Viadukt und Tunnel zwischen Marling und Töll mit Blick nach Algund-Plars vom Marlinger Waalweg aus